# 김민성 (1988년)
김민성(金旼成, 1988년 12월 17일 ~ )은 대한민국의 야구 선수로  KBO 리그의 팀인 롯데 자이언츠의 내야수로 활동하고 있다.

## 아마추어 경력
1988년 서울특별시 강동구 명일동에서 태어났다. 서울고명초등학교와 잠신중학교를 졸업했고 덕수고등학교 시절 고교 야구부에서 유격수로 활동했다.

## 선수 경력

### 롯데 자이언츠
2007년 2차 2라운드 지명을 받아 입단하였다. 2008년 시즌에는 간간히 경기에 나오다가 2009년 시즌에는 주장이었던 조성환이 SK 와이번스와의 경기에서 채병용의 사구에 부상을 당하며 생긴 2루수 공백을 메꿔줬다. 시즌 114경기에 출장해 유틸리티 내야수로서 안정된 수비와 좋은 타격을 보여줬다.

### 넥센 히어로즈
2010년 7월 20일 당시 롯데 자이언츠 소속이었던 그와 김수화, 넥센 히어로즈 소속이었던 황재균과 2:1 트레이드를 통해 이적하였다. 이 때 2009년의 트레이드 파동으로 인해 파장이 컸으나 KBO에서 최종 승인했다. 이적 후 2011년에 꾸준히 주전 2루수로 출장했다.
2012년 시즌 개막전을 이틀 앞두고 발목 부상을 입어 주전 2루수 자리를 서건창이 차지하자 구단의 제안으로 재활 중 3루수를 맡았다. 재활 후 첫 경기였던 6월 22일 경기에서 3루수로 출전했고 그 이후 봉와직염으로 결장한 강정호를 대신해 유격수로 출전했다. 이후 시즌 끝까지 3루수로 출전하며 2010년 황재균의 트레이드 후 팀의 고민거리였던 3루수 자리를 해결할 가능성을 보였다.
2013년에는 팀의 주전 3루수로 활약했다. 4월과 5월에는 각각 타율 0.302, 0.348을 기록했다. 6월과 7월에 타율 0.264로 잠시 주춤했으나 올스타 브레이크 직후 7월 31일에 데뷔 첫 두 자릿수 홈런을 쳐 냈고, 8월 1일에는 개인 2번째 만루 홈런이자 4경기 연속 홈런을 기록했다. 시즌 마지막까지 꾸준히 활약하며 시즌 2할 후반대 타율, 15홈런, 72타점으로 팀의 첫 포스트 시즌 진출에 큰 역할을 했다. 2013년 준플레이오프에서는 타율 0.263, 1홈런, 3타점을 기록했다. 특히 3차전에서 3점차로 지고 있을 때 극적인 3점 홈런을 치며 포스트 시즌 첫 홈런을 기록했다.
2014년에도 3루수로 출전해 활약했고, 2014년 플레이오프 4차전에서 플레이오프 한 경기 최다 타점 신기록을 세웠다. 2016년 6월 25일 LG 트윈스와의 경기에서 무사 1, 2루 상황일 때 타격한 공이 3루수였던 루이스 히메네스에게 가는 바람에 삼중살을 당했지만 다행히 팀은 연장 접전 끝에 승리해 비난을 면했다.
2016년 시즌 후 3억 7,000만원에 재계약을 체결했다.
2018년 시즌 초 당시 주장이었던 서건창이 부상을 당해 공백이 길어지자 2018년 5월 29일부터 그가 주장을 맡았다.

### LG 트윈스
2019년 3월 5일 3년 최대 18억원(계약금 3억, 연봉 4억, 옵션 1억)에 FA 계약을 체결하고 사인 앤 트레이드를 통해 이적했다.

### 롯데 자이언츠 복귀
2024년 1월 26일 LG 트윈스와 최대 3년(2+1년) 총액 9억(계약금 2억, 연봉 5억, 옵션 2억)에 FA 계약을 체결하고 사인 앤 트레이드이자 김민수와 1:1 트레이드를 통해 이적했다.

## 개인사
- 2013년 5월 21일 두산 베어스와의 경기에서 강정호의 3루 도루에 대한 보복으로 윤명준의 머리 쪽으로 향하는 빈볼을 맞고 흥분해 벤치 클리어링이 일어났다. 이는 바로 앞선 타자였던 유한준에 대한 사구에 이어 연속으로 나온 보복성 투구로 논란을 일으켰다.[6]
- 2017년 4월 25일 두산전에서 타격한 공이 상대 투수 김명신의 얼굴을 강타했다. 그는 순간 1루 베이스를 찍지 않고 바로 김명신에게 뛰어갔다가 뒤늦게 1루 베이스를 찍고 김명신에게 달려갔다. 그 후 각종 인터뷰에서 "왜 그렇게 했느냐?"라는 질문에 "안타나 내 개인 기록이 중요한 것이 아니다. 자칫 잘못되면 선수 생활이 끝날 수도 있는 것이고, 내가 맞았으면 어땠을까라는 생각밖에 들지 않더라"라는 답변을 해 넥센 히어로즈, 두산 베어스 팬들에게는 물론 다른 구단 팬들에게도 좋은 마인드를 가진 선수라는 생각을 심어줬다. 이 사례는 1999년 한화 이글스와 쌍방울 레이더스의 경기에서 장종훈이 당시 상대 투수였던 김원형에게 공을 맞춘 뒤 1루를 안 찍고 김원형에게 달려갔던 일을 연상케했다. 심지어 그는 김명신의 병문안까지 가서 사과했다.

- 김민성은 외모가 원숭이와 닮아 '김민숭', '원숭이', '손오공'이라는 별명을 가지고 있으며 원숭이의 울음 소리를 본따 '우끼'라는 별명을 가지고 있다.[7][8]

## 주요 기록
- 2009년 5월 14일 삼성 라이온즈전 - 데뷔 첫 만루 홈런 기록
- 2014년 10월 31일 LG 트윈스와의 플레이오프 4차전 - 한 경기 최다 타점(7타점) 신기록 경신

## 출신 학교
- 서울고명초등학교
- 잠신중학교
- 덕수정보산업고등학교
- 영남사이버대학교

## 통산 기록
| 연도 | 팀명   | 타율  | 경기 | 타수 | 득점 | 안타 | 2루타 | 3루타 | 홈런 | 루타 | 타점 | 도루 | 도실 | 볼넷 | 사구 | 삼진 | 병살 | 실책 |
| ---- | ------ | ----- | ---- | ---- | ---- | ---- | ----- | ----- | ---- | ---- | ---- | ---- | ---- | ---- | ---- | ---- | ---- | ---- |
| 2007 | 롯데   | 0.000 | 4    | 1    | 0    | 0    | 0     | 0     | 0    | 0    | 0    | 0    | 0    | 0    | 0    | 1    | 0    | 0    |
| 2008 | 롯데   | 0.200 | 20   | 25   | 6    | 5    | 1     | 0     | 0    | 6    | 1    | 0    | 0    | 0    | 2    | 5    | 1    | 0    |
| 2009 | 롯데   | 0.248 | 114  | 327  | 51   | 81   | 17    | 0     | 4    | 110  | 37   | 5    | 5    | 48   | 4    | 72   | 8    | 8    |
| 2010 | 넥센   | 0.200 | 80   | 180  | 26   | 36   | 4     | 0     | 2    | 46   | 12   | 1    | 0    | 18   | 11   | 41   | 6    | 3    |
| 2011 | 넥센   | 0.236 | 124  | 314  | 37   | 74   | 10    | 1     | 4    | 98   | 23   | 12   | 3    | 26   | 9    | 51   | 4    | 8    |
| 2012 | 넥센   | 0.283 | 71   | 219  | 24   | 62   | 9     | 0     | 4    | 83   | 22   | 7    | 2    | 17   | 6    | 58   | 2    | 3    |
| 2013 | 넥센   | 0.282 | 128  | 458  | 60   | 129  | 24    | 2     | 15   | 202  | 72   | 7    | 7    | 42   | 16   | 84   | 11   | 13   |
| 2014 | 넥센   | 0.292 | 116  | 438  | 60   | 128  | 29    | 2     | 12   | 197  | 77   | 3    | 1    | 30   | 10   | 80   | 10   | 8    |
| 2015 | 넥센   | 0.303 | 118  | 445  | 60   | 135  | 24    | 0     | 16   | 207  | 71   | 1    | 1    | 31   | 8    | 62   | 15   | 5    |
| 2016 | 넥센   | 0.306 | 141  | 510  | 76   | 156  | 39    | 5     | 17   | 256  | 90   | 6    | 3    | 53   | 3    | 89   | 15   | 7    |
| 2017 | 넥센   | 0.282 | 133  | 472  | 59   | 133  | 26    | 1     | 15   | 206  | 78   | 0    | 1    | 43   | 7    | 93   | 15   | 6    |
| 2018 | 넥센   | 0.283 | 128  | 413  | 46   | 117  | 24    | 0     | 10   | 171  | 45   | 1    | 0    | 40   | 6    | 80   | 6    | 7    |
| 2019 | LG     | 0.260 | 107  | 361  | 44   | 94   | 16    | 0     | 8    | 134  | 50   | 2    | 1    | 30   | 4    | 75   | 12   | 6    |
| 2020 | LG     | 0.266 | 87   | 297  | 29   | 79   | 20    | 0     | 5    | 114  | 47   | 2    | 1    | 24   | 4    | 66   | 8    | 5    |
| 2021 | LG     | 0.222 | 121  | 360  | 35   | 80   | 22    | 0     | 8    | 126  | 30   | 3    | 3    | 42   | 8    | 73   | 7    | 7    |
| 2022 | LG     | 0.207 | 92   | 140  | 16   | 29   | 4     | 0     | 3    | 42   | 20   | 0    | 1    | 10   | 3    | 27   | 4    | 3    |
| 2023 | LG     | 0.249 | 112  | 273  | 34   | 68   | 11    | 0     | 8    | 103  | 41   | 2    | 1    | 25   | 7    | 58   | 7    | 8    |
| 통산 | 16시즌 | 0.269 | 1696 | 5233 | 663  | 1406 | 280   | 11    | 131  | 2101 | 725  | 52   | 30   | 479  | 108  | 1015 | 131  | 97   |

- 굵은 글씨는 해당 시즌 최고 기록